# Letizia Moratti
Letizia Brichetto Arnaboldi Moratti, född den 26 november 1949, är en italiensk företagsledare och politiker. Hon var borgmästare i Milano mellan 2006 och 2011.
Letizia Moretti var 1994-1996 verkställande direktör för den italienska statstelevisionen, RAI. Hon var 1999-2000 chef för Rupert Murdochs mediagrupp i Europa, och ansvarig för dess expansion. Mellan 2001 och 2006 var hon utbildningsningsminister i Berlusconis andra och tredje regering. Under hennes tid genomfördes genomgripande reformer av det italienska skolsystemet och den högre utbildningen. Hon var 2006-2011 borgmästare i Milano, stadens första kvinnliga. Hon fick i valet 52 % av rösterna som representant för Casa delle Libertà (oppositionsalliansen). I maj 2011 förlorade hon mot Giuliano Pisapia i valet till borgmästare i Milano. Moratti fick 45 % av rösterna medan Pisapia fick 55 %.